# Sommacampagna
Sommacampagna (Somacanpanja in veronese) è un comune italiano di 14 463 abitanti della provincia di Verona in Veneto.
È il quindicesimo comune più popolato della provincia.

## Geografia fisica
Sommacampagna dista 12 km dal comune di Verona e circa 15 dal centro della città.
Rispetto al capoluogo è in posizione sud-ovest.
Il territorio comunale occupa un'area adagiata sulle colline moreniche, a breve distanza dalle rive del lago di Garda e dalla Lombardia (province di Brescia e Mantova), alle propaggini settentrionali della pianura Padana.
Si trova ad un'altitudine media di 121 m s.l.m.
È racchiuso a nord da Sona, ad est da Verona, a sud da Villafranca di Verona e ad ovest da Valeggio sul Mincio.
Fanno parte del comune anche le frazioni di Caselle e Custoza.
Nell'area collinare di quest'ultima viene prodotto l'omonimo e celebre Bianco di Custoza.

## Storia

### Storia antica
Nei pressi di Sommacampagna sono stati trovati in località Palù (verso la frazione di Custoza) reperti dell'età della pietra e i pali di sostegno di alcune palafitte.
Numerosi sono anche i reperti di epoca romana (il paese si chiamava Summa Campanea) i più rilevanti sono tuttora osservabili presso l'antica pieve di Sant'Andrea al Cimitero e di San Pietro, luoghi ove sorgevano templi pagani.
Nel medioevo il centro storico sorgeva nei pressi della pieve di Sant'Andrea e successivamente si è sviluppato in direzione di Verona, sino al colle dove ora sorge la Chiesetta di San Rocco e il relativo campanile.
Altro episodio rilevante collegato al territorio di Sommacampagna è il passaggio di Attila, re degli unni. Si dice che nella valle veronese sia nascosto parte del suo inestimabile tesoro. Come cita il libro "Historie e fatti de' Veronesi" Sommacampagna è stato luogo cardine delle azioni strategiche del sovrano orientale.

### Storia moderna
Numerosi gli eventi storici occorsi sul territorio comunale. Sicuramente i più significativi e ricordati sono le due battaglie risorgimentali combattute rispettivamente nella prima (1848) e nella terza (1866) guerra per l'indipendenza dell'Italia, sulle colline moreniche della frazione Custoza. In particolare, la prima guerra venne combattuta nel vallone di Staffalo.

### Storia contemporanea
A partire dal secondo dopoguerra ha conosciuto un forte sviluppo industriale che ne ha profondamente trasformato l'identità, passata da quella tradizionale fondata su un'economia agricola, a quella – per l'appunto – industriale.
A tale trasformazione è conseguito il forte sviluppo edilizio del paese, industriale ma anche civile, conseguenza dell'incremento della popolazione dovuto all'immigrazione operaia che ha caratterizzato gli anni '60 e '70, sviluppo che ha notevolmente modificato la struttura del paese dal punto di vista urbanistico.
In particolare, il centro abitato è progressivamente “scivolato” dalla sommità delle colline, dove era storicamente concentrato, verso la pianura ad est, in prossimità della Z.A.I. e delle vie di comunicazione (in primis, il casello dell'autostrada A4), ove sono sorti quartieri densamente popolati.
Solo a partire dall'inizio dell'ultimo decennio si è cercato di rivalorizzare il centro storico mediante l'incisiva lottizzazione a scopo civile dei terreni agricoli collocati sulla collina ad ovest dello stesso (cosiddetta lottizzazione “Monte Molin”), così da permettere al centro storico di tornare ad essere l'effettivo centro urbanistico del paese. A tale lottizzazione, ed alle altre poste in essere in S. e nelle frazioni di Caselle e Custoza, pure esse particolarmente incisive dal punto di vista estetico-urbanistico, ha conseguito un ulteriore notevole incremento della popolazione, per lo più formata da persone in uscita dalla città.
A partire dal 2007 sono stati posti in essere, oltre a una nuova espansione della Z.A.I., due grandi piani di recupero urbanistico mediante i quali si è proceduto alla demolizione del macello e del centro direzionale a suo tempo appartenuti a una società operante nel settore alimentare, i quali erano abbandonati da tempo ed in avanzato stato di degrado. In luogo di tali fabbricati sono stati realizzati nuovi edifici, anch'essi di notevoli dimensioni, aventi destinazione civile/commerciale.

## Monumenti e luoghi d'interesse

### Architetture civili
- Cà Zenobia - XII secolo
- Villa Fiocco - XVI secolo
- Villa Masi - XVI secolo
- Villa della Vecchia - XVI secolo

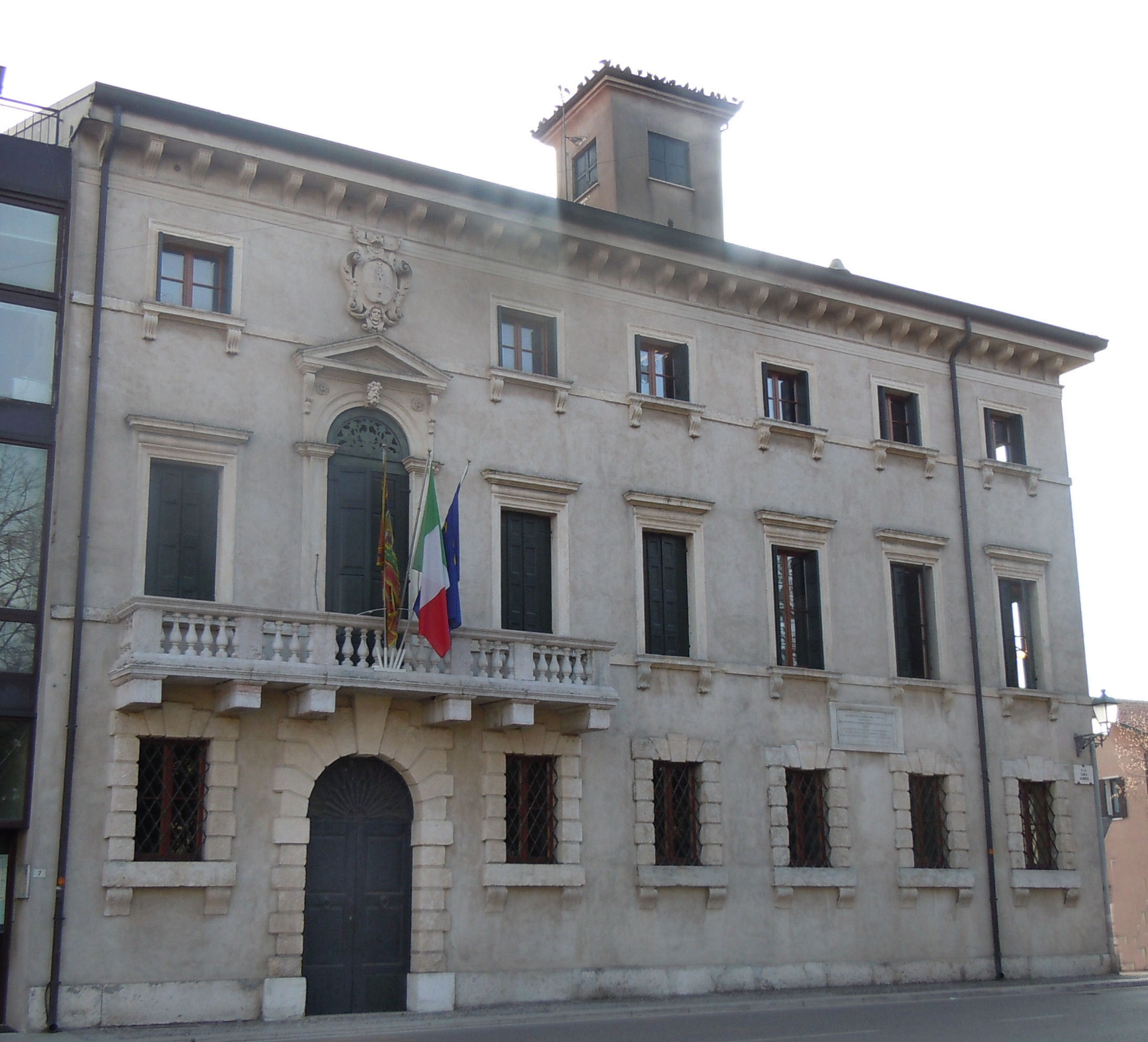
Municipio

- Villa Venier (La Bassa) - XVIII secolo
- Villa Ottolini - XVII secolo
- Villa Livio - XVIII secolo
- Villa Bocca Trezza (Mille e una Rosa) - XVIII secolo
- Villa Decima - XIX secolo

### Architetture militari
- Ossario di Custoza - XIX secolo
- Casa del Tamburino sardo - XIX secolo

### Architetture religiose
- Chiesa parrocchiale di Sant'Andrea
- Pieve di Sant'Andrea

## Società

### Evoluzione demografica
Abitanti censiti

## Cultura

### Eventi
- Festa del "Brocoletto di Custoza", la prima settimana di gennaio, festa dell'ortaggio tipico.
- Carnevale, la maschera di carnevale del paese è Messer Gidino
- Sagra di San Luigi, il primo week end di agosto a Caselle di Sommacampagna.
- Festa della Madonna, in agosto al Santuario della Madonna del Monte e Villa Venier.
- Annuale Antica Fiera di Sommacampagna, mostra mercato di prodotti locali, mostra pomologica, mostra mercato di macchine agricole, mercatino bio, luna park, gare ciclistiche, serate di liscio, stand gastronomici e spettacolo pirotecnico conclusivo. Il lunedì dopo l'ultima domenica di agosto.
- Festa del Vino Bianco di Custoza, a metà giugno, con concorso decretante il miglior produttore di vino bianco di Custoza.
- Grest Parrocchiale, ogni anno, per tre settimane si svolge il Grest Parrocchiale durante il mese di luglio. I protagonisti sono i bambini dalla prima elementare alla seconda media e gli animatori coordinati dal curato della parrocchia.

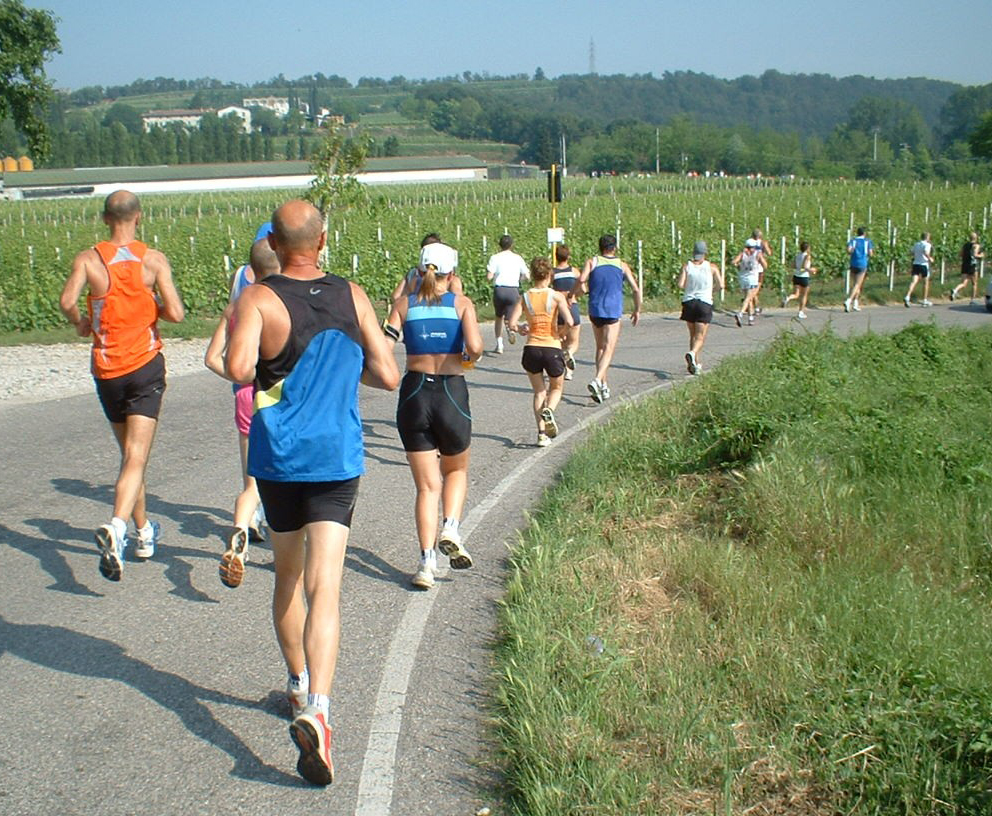
Atleti maratona del Custoza tra i vigneti

- Maratona del Custoza e Marciarena, Atleti maratona del Custoza tra i vigneti ogni anno, la seconda domenica di maggio, il Gruppo Marciatori Agriform organizza la Maratona del Custoza e la Marciarena.

## Economia

### Agricoltura
La sua produzione agricola si è specializzata in special modo nella peschicoltura, viticoltura e la coltivazione del Broccoletto di Custoza e del Kiwi; attualmente sono tre le denominazioni a D.O.C. della produzione dei vini: il Bianco di Custoza, il Bardolino e il Garda.

### Commercio
Il territorio comunale, essendo servito da ben due autostrade (la A4 e la A22), dalla ferrovia (linea Torino – Venezia e la Brennero – Bologna) nonché da un'aerostazione di primaria importanza, ed essendo ubicato nella cintura di Verona, alle prime falde delle colline moreniche del lago di Garda (che favoriscono un particolare clima), ha visto nell'ultimo quarantennio uno sviluppo esponenziale delle attività industriali, artigianali e commerciali.

### Turismo
La ricettività si caratterizza per la presenza di molti b&b e di agriturismi e ristoranti.

## Infrastrutture e trasporti

### Autostrade
Il comune di Sommacampagna è servito dall'omonimo casello sull'autostrada A4 Milano-Venezia, mentre il casello più prossimo sulla A22 del Brennero è quello di Verona Nord.

### Strade statali
Non molto distanti si trovano anche la ex SS11 Padana Superiore, la SS12 dell'Abetone e del Brennero e la SS62 della Cisa.

### Ferrovie
Parte del confine settentrionale del comune è delimitato dalla ferrovia Milano-Venezia. Oltre il confine, in territorio di Sona, si trova la stazione di Sommacampagna-Sona attiva per il servizio merci del vicino terminal intermodale. Tra il 1947 e il 1976, al confine con la frazione di Lugagnano di Sona e a servizio della località Caselle, fu presente la fermata di Lugagnano.

### Aeroporti
Al confine con il comune di Villafranca, in particolare tra le frazioni di Caselle e Dossobuono, si trova l'aeroporto principale della provincia, il Valerio Catullo.

## Sociale
Il Centro Giovanile "La Quercia" affiliato all'Associazione NOI, opera da parecchi anni all'interno della comunità offrendo a tutti gli associati e a quanti si vogliono accostare, uno spazio dove è possibile praticare varie attività ricreative e sportive indirizzate ad adulti, ma soprattutto a giovani e bambini, in un ambiente che garantisce una serena aggregazione. Il Circolo viene gestito da volontari e soci che offrono parte del loro tempo libero a favore di tale realtà. Da sempre essi partecipano attivamente alla programmazione, alla gestione e allo sviluppo di tutte le attività promosse dall'Associazione.
Nel capoluogo è presente una sala cinematografica (Virtus Cinema) gestita dal 1999 dai volontari dell'associazione Lanternamagica, che offre una programmazione molto variegata dai film d'autore in rassegne nelle sere di venerdi sabato e domenica, per ragazzi la domenica pomeriggio e documentari d'arte o film storici durante la settimana.
Nell'ottobre 2019 è stato inaugurato il Caffè Venier, caffè letterario sito in un'ala di Villa Venier, precisamente nel parco centrale di essa.

## Amministrazione
| Periodo       | Periodo       | Primo cittadino             | Partito                                                                    | Carica                  | Note                                            |
| ------------- | ------------- | --------------------------- | -------------------------------------------------------------------------- | ----------------------- | ----------------------------------------------- |
| 1945          | 1951          | Polato Silvio               | ND                                                                         | Sindaco                 | Tratto da Il Palazzo Municipale di Renato Adami |
| 1946          | 1951          | Busatta Alessandro          | ND                                                                         | Sindaco                 | Tratto da Il Palazzo Municipale di Renato Adami |
| 1951          | 1955          | Zanella Augusto             | ND                                                                         | Sindaco                 | Tratto da Il Palazzo Municipale di Renato Adami |
| 1955          | 1961          | Zanella Augusto             | ND                                                                         | Sindaco                 | Tratto da Il Palazzo Municipale di Renato Adami |
| 1961          | 1964          | Zanella Augusto             | ND                                                                         | Sindaco                 | Tratto da Il Palazzo Municipale di Renato Adami |
| 13/12/1964    | 1970          | Recchia Attilio             | ND                                                                         | Sindaco                 | Tratto da Il Palazzo Municipale di Renato Adami |
| 1970          | 1975          | Recchia Attilio, Leso Dario | ND                                                                         | Sindaco                 | Tratto da Il Palazzo Municipale di Renato Adami |
| 19/08/1975    | 1980          | Roina Lino                  | ND                                                                         | Sindaco                 | Tratto da Il Palazzo Municipale di Renato Adami |
| 1980          | 1985          | Pietro Sambugaro            | Democrazia Cristiana                                                       | Sindaco                 | Tratto da Il Palazzo Municipale di Renato Adami |
| giugno 1985   | luglio 1990   | Pietro Sambugaro            | Democrazia Cristiana                                                       | Sindaco                 | [ 8 ]                                           |
| luglio 1990   | aprile 1995   | Pietro Sambugaro            | Democrazia Cristiana                                                       | Sindaco                 | [ 9 ]                                           |
| aprile 1995   | giugno 1999   | Gianluca Mengalli           | Partito Popolare Italiano                                                  | Sindaco                 | [ 10 ]                                          |
| giugno 1999   | giugno 2004   | Gianluca Mengalli           | Lista civica                                                               | Sindaco                 | [ 11 ]                                          |
| giugno 2004   | giugno 2009   | Graziella Manzato           | Lista civica                                                               | Sindaco                 | [ 12 ]                                          |
| giugno 2009   | dicembre 2013 | Gianluigi Soardi            | Il Popolo della Libertà - Lega Nord                                        | Sindaco                 | Sospensione delle funzioni del sindaco          |
| dicembre 2013 | maggio 2014   | Lucio Parente               |                                                                            | Commissario prefettizio | [ 14 ]                                          |
| maggio 2014   | maggio 2019   | Graziella Manzato           | Lista civica di centrosinistra "Sommacampagna Popolare-Movimento Popolare" | Sindaco                 | [ 15 ]                                          |
| maggio 2019   | giugno 2024   | Fabrizio Bertolaso          | Lista civica di centrosinistra "Sommacampagna Popolare-Movimento Popolare" | Sindaco                 | [ 16 ]                                          |
| giugno 2024   | in carica     | Fabrizio Bertolaso          | Lista civica di centrodestra "Sommacampagna Caselle Custoza 2024"          | Sindaco                 | [ 17 ]                                          |

### Gemellaggi
- Hall in Tirol

## Sport

### Calcio
La principale squadra di calcio della città è l'A.C.D. Somma Custoza 08, nata nel 2014 dalla fusione dell'A.C. Somma (vincitrice della Coppa Italia Dilettanti 1977-1978) e del Custoza 08. La squadra milita nel campionato di Seconda Categoria.
L'altra squadra di calcio della città è la Polisportiva Caselle 1965, nata nel 1965, che milita in Prima Categoria.

### Ciclismo
A Sommacampagna, specificatamente nella frazione di Caselle, si svolgono due corse in linea per ciclisti Elite/Under-23 (in passato per Dilettanti) organizzate dalla ASD Società Ciclistica Polisportiva Caselle.
Medaglia d'Oro Fiera di Sommacampagna
La Medaglia d'Oro Fiera di Sommacampagna si disputa dal 1953 normalmente nel mese di settembre. Pierino Gavazzi, Andrea Ferrigato, Sacha Modolo e Andrea Pasqualon sono alcuni dei vincitori poi passati professionisti.
Gran Premio di San Luigi
Il Gran Premio di San Luigi, in alcune edizioni denominato anche Gran Premio di San Luigi-Medaglione dei Campionissimi, si disputa dal 1996 normalmente nel mese di agosto. Tra i vincitori spiccano giovani velocisti diventati in seguito professionisti come Roberto Ferrari, Elia Viviani, Sonny Colbrelli e Jakub Mareczko.